# Калверт, Чарльз, 3-й барон Балтимор
Чарльз Калверт, 3-й барон Балтимор (англ. Charles Calvert, 3rd Baron Baltimore; 27 августа 1637[…], Англия — 21 февраля 1715, Лондон) — английский аристократ и государственный деятель, колониальный губернатор Мэриленда (1661–1676, 1679–1684).

## Биография
Чарльз Калверт был сыном Сесила Калверта, 2-й барона Балтимор и его супруги Анны Арунделл.
В возрасте 24 лет Чарльз покинул Англию и отправился в колонию Мэриленд, в которую отец назначил его губернатором. Поскольку он был католиком, а большая часть населения протестантами, некоторые его действия вызывали недовольство. В 1670 году Чарльз Калверт ограничил избирательное право, по которому избираться в местные органы власти избирались мужчины, владевшие 50 и более акрами земли. Помимо этого в колонии произошли несколько антикатолических выступлений, которые были подавлены, но несмотря на это колония развивалась и её население росло.
В 1684 году Чарльз Калверт покинул свой пост губернатора, назначив на него сына Бенедикта Калверта, который был ребёнком, но фактически колонией управлял Губернаторский совет, а Чарльз с женой и детьми вернулся в Англию. После «Славной революции», в ходе которой был свергнут король Яков II Стюарт, колония Мэриленд была потеряна семьёй Калверт, в ходе протестантской революции, которая там произошла.
В 1696 году он получил звание бригадного генерала.
В 1704 году ему было присвоено звание генерал-майор.
Скончался 21 февраля 1715 года в возрасте 77 лет, был похоронен на кладбище Сент-Панкрас в Лондоне. 

## Семья
Его первой женой была Мэри Дарналл (ум. 1666), дочь плантатора Ральфа Дарналла, брак был бездетным. 
Во второй раз женился на Джейн Лоу (ум. 1700), вдове Генри Сьюэлла, у которой было 5 детей от предыдущего брака. Во втором браке родились 3 сына и 2 дочери, среди которых был Бенедикт (1679—1715), наследник отца и губернатор Мэриленда (1684–1688).
Третий брак с Мэри Бэнкс  (ум. 1710) и четвёртый брак с Маргарет Чарльтон (ум. 1731) были бездетными. 
Предполагается, что у него был незаконнорожденный сын Чарльз Калверт (1688—1734), военный офицер и губернатор Мэриленда (1720—1727).